# Jangamo
Jangamo é uma vila moçambicana, sede do distrito do mesmo nome (província de Inhambane).
A povoação teve um papel relevante na história da comunidade ismaili em Moçambique, cujos primeiros membros imigraram da Índia a partir do início do século XX e em meados do século já tinham aí estabelecido empresas comerciais e industriais. Jangamo era então um posto administrativo do Concelho de Inhambane. Em anos recentes a actividade económica decresceu com a guerra civil, encerramento de unidades industriais e da linha férrea ligando Inhambane a Inharrime.